# Bernard Darmet
Bernard Darmet (ur. 19 października 1945 w Bouvent, zm. 6 lutego 2018 w Denicé) – francuski kolarz torowy, dwukrotny medalista mistrzostw świata.

## Kariera
W 1968 roku Bernard Darmet wystartował na igrzyskach olimpijskich w Meksyku, gdzie razem z kolegami z reprezentacji zajął piątą pozycję w drużynowym wyścigu na dochodzenie. Na rozgrywanych rok później torowych mistrzostwach świata w Antwerpii Francuz zdobył dwa medale. W indywidualnej rywalizacji amatorów zdobył srebrny medal, ulegając jedynie Szwajcarowi Xaverowi Kurmannowi, a wspólnie z Danielem Rébillardem, Claude’em Buchonem i René Grignonem zdobył brązowy medal w drużynie.